# Coprinus
A Coprinus a tintagombák legismertebb, a csiperkefélék (Agaricaceae) családjába tartozó nemzetsége.

## Megjelenése, felépítése
Tönkje egyenes, üreges. A kalapja eleinte kúpos vagy hengeres, később harangforma; a kalap gyakran pelyhes vagy pikkelyes. Az idős és a leszedett gombák kalapja elfolyósodik.

## Életmódja, élőhelye
A sok humuszt tartalmazó talajt kedveli; trágyán és növényi maradványokon (például komposzton) is kiválóan megél. Többnyire csoportosan nő. Gyorsan nő, de épp ily gyorsan össze is omlik.

## Rendszertani felosztása
Ismertebb fajok:
- ezüstszálas tintagomba (Coprinus alopecia)
- ráncos tintagomba (Coprinus atramentarius)
- gyapjas tintagomba (Coprinus comatus)
- Coprinus congregatus
- sereges tintagomba (Coprinus disseminatus)
- házi tintagomba (Coprinus domesticus)
- Coprinus extinctorius
- Coprinus lagopides
- Coprinus lagopus
- Coprinus leiocephalus
- kerti tintagomba (Coprinus micaceus)
- Coprinus miser
- fehér tintagomba (Coprinus niveus)
- Coprinus pellucidus
- gyenge tintagomba (Coprinus plicatilis)
- Coprinus radians
- Coprinus romagnesianus
- Coprinus truncorum

Korábban ebbe, ma már azonban másik nemzetségbe sorolt faj:
- harkály tintagomba (Coprinopsis picacea, syn. Coprinus picaceus)

## Felhasználása
Emberi fogyasztásra csak néhány faja (mint például a gyapjas tintagomba) alkalmas; egyes tintagombák kimondottan mérgezők. Az ehető fajokat is gyorsan (egy napon belül) el kell készíteni, mert leszedve a többi tintagombához hasonlóan elfolyósodnak. Ezt a tulajdonságukat kihasználva a középkorban a gyakoribb fajok nedvéből jó minőségű tintát készítettek.
Az ehető fajokkal sem szabad alkoholt fogyasztani, mert ezek a gombák koprint tartalmaznak, ami az etil-alkohollal reagálva a kellemetlen részegség tüneteit váltja ki. Ez az úgynevezett antabus-hatás egy-két órával a szeszes ital elfogyasztása után jelentkezik:
- az arc elvörösödik, majd kékes-lilás színt ölt, és ez a szín a testfelület jelentős részére átterjedhet,
- a pulzus felgyorsul,
- a fogyasztó forróságot és szomjúságérzet érez,
- bágyadtság,
- beszédzavar.

Ez utóbbi tünetek a hallucinogén anyagok hatására emlékeztetnek.
A gyapjas tintagomba valószínűleg alkalmas a vércukorszint csökkentésére.